# Fonds d'indemnisation des victimes de l'amiante
Le Fonds d'indemnisation des victimes de l'amiante, ou FIVA, est un établissement public administratif créé par l'article 53 de la loi du 23 décembre 2000 de financement de la sécurité sociale pour 2001, complétée par le décret no 2001-963 du 23 octobre 2001, institué par la République française pour répondre au scandale de l'amiante.

## Statut, organisation et financement
Le FIVA est dirigé par un conseil d'administration, qui détermine la politique d’indemnisation en fixant les orientations relatives aux procédures, aux conditions de reconnaissance de l’exposition à l’amiante, d’indemnisation et de versement des provisions aux victimes et aux conditions d’action en justice du Fonds. Le conseil se réunit sur convocation de son président, au moins trois fois dans l’année. Présidé par un magistrat de la Cour de cassation, le conseil d'administration est composé de 22 membres. Cinq représentent l’État, huit représentent les organisations syndicales et patronales, quatre représentent les organisations nationales d’aide aux victimes de l’amiante et quatre autres sont des « personnalités qualifiées ».
Depuis le 20 novembre 2020, le conseil d'administration est présidé par Pascale Bailly, présidente de tribunal administratif, et sa suppléante est Anne-Laure Delamarre, présidente de tribunal administratif.
Le FIVA est cofinancé par une contribution de l’État, dont le montant est fixé chaque année par la loi de finances (47,5 millions d'euros en 2010 comme en 2006), et par une contribution de la branche accidents du travail et maladies professionnelles du régime général de la sécurité sociale fixée chaque année par la loi de financement de la sécurité sociale (340 millions d'euros en 2011, après cinq années bloquées à 315 millions,).
À fin 2011, le FIVA a versé la somme totale de 3,136 milliards d'euros aux victimes et à leurs ayants droit. L'année 2007 a été marquée par une très forte hausse (33,2 %) des demandes d'indemnisation par rapport à 2006, avec 25 579 demandes d'indemnisation (dont 14 808 retours en aggravation du préjudice), les années suivantes retombant à 15 000 ou 17 000 demandes (17 274 pour 2011 par exemple).
21,3 % des cas enregistrés en 2007 correspondent à un cancer. En dépit de la hausse du nombre de demandes, les dépenses d'indemnisation sont donc en baisse, le plus grand nombre de demandes provenant de victimes atteintes de maladies bénignes.

## Rôle

### Conditions d'intervention
L'article 53 de la loi du 23 décembre 2000 dispose dans son I que « peuvent obtenir la réparation intégrale de leurs préjudices » :
1. les personnes qui ont obtenu la reconnaissance d'une maladie professionnelle occasionnée par l'amiante ;
2. les personnes qui ont subi un préjudice résultant directement d'une exposition à l'amiante sur le territoire de la République française.

Le 3. vise les ayants droit des personnes ci-dessus mentionnées.
Les conditions de saisine ont évolué depuis 2000

### Saisine
Le demandeur doit adresser au Fonds un formulaire accompagné de pièces justificatives (un certificat médical attestant la maladie et tous documents de nature à établir la réalité de l'exposition à l'amiante). Ces documents ne sont pas nécessaires si la maladie du demandeur est inscrite sur une certaine liste (le lien de causalité entre l'exposition à l'amiante et le dommage est alors présumé) ou si l'origine professionnelle de la maladie a été reconnue.
La victime est tenue d'informer le Fonds de toute instance en cours devant une juridiction et, inversement, d'informer ces éventuelles juridictions de son action en indemnisation devant le FIVA.
Le Fonds est tenu de présenter une offre dans les six mois de sa saisine. Il dispose pour cela de moyens d'investigation et d'expertise. Lorsque la maladie du demandeur est susceptible d'être liée au milieu professionnel, le FIVA peut transmettre le dossier à son organisme de sécurité sociale qui indiquera, en cas de reconnaissance de maladie professionnelle, le montant de l'indemnisation par lui accordée.
Lorsque le lien de causalité entre exposition et dommage n'est pas établi, le dossier est transmis à la commission d'examen des circonstances de l'exposition à l'amiante, instance interne au FIVA chargée « de se prononcer […] sur le lien entre la maladie et l'exposition à l'amiante ».
Le principe de la réparation intégrale s'applique. Pour le garantir, le FIVA doit détailler son offre et préciser l'évaluation retenue pour chaque chef de préjudice. Comme l'ONIAM, le FIVA dispose d'un barème indicatif d'indemnisation, publié sur le site Internet du Fonds.
Si le demandeur accepte l'offre du FIVA, son acceptation emporte transaction au sens du Code civil, rendant toute action future en indemnisation du même préjudice irrecevable.
Si le demandeur refuse l'offre du FIVA ou si celui-ci refuse de faire une offre, la victime peut intenter un recours devant la cour d'appel. Le refus est une hypothèse en augmentation. Le nombre de contentieux ouverts en cours d'année (près de 1 500 en 2007) a progressé de 116 % entre 2006 et 2007. Le FIVA souligne que ce contentieux a pour origine les indemnisations particulièrement élevées accordées par certaines cours d'appel.
Le FIVA dispose enfin d'un recours subrogatoire contre toute personne qu'il estime responsable du dommage par lui indemnisé.
La personne indemnisée peut parfois rembourser une partie importante des indemnités reçues